# Lamellepidosis spungisi
Lamellepidosis spungisi är en tvåvingeart som beskrevs av Boris Mamaev 1990. Lamellepidosis spungisi ingår i släktet Lamellepidosis och familjen gallmyggor.
Artens utbredningsområde är Ukraina. Inga underarter finns listade i Catalogue of Life.